# Compassionfokuserad terapi
Compassionfokuserad terapi (CFT) är en ny gren av psykologi som av dess grundare professor Paul Gilbert kan sammanfattas som "en integrerad och multimodal strategi som drar från evolutionär, social, utvecklings- och buddhistisk psykologi och neurovetenskap. En av dess viktigaste frågor är att använda medkännande sinnesträning för att hjälpa människor att utveckla och arbeta med upplevelser av inre värme, trygghet och lugn, via medkänsla mot andra och sig själv. " 
Biologisk evolution utgör ryggraden i CFT genom att ta in beaktande hur hjärnan fungerar med tillämpning av tre sammanlänkade system. Dessa är trygghetssystemet som aktiverar tillfredsställelse, utforskandesystemet som aktiverar bland annat hunger och könsdrift samt hotsystemet som aktiverar flykt och kamp. Denna hänsyn till biologiska aspekter medför ett överlapp mellan compassionfokuserad terapi och psykodynamisk terapi.
Compassion står inom compassionfokuserad terapi för medkännande i en viss betydelse. Detta handlar om empati, sympati och inlevelse både för en själv och för andra. Det ställer krav på en känslighet för både sina egna och andras behov och känslomässiga reaktioner. Det kräver också äkta sympati, förståelse och inlevelse för sina egna och andras reaktioner vilka bygger på en öppen och icke-dömande attityd.

## Evidensläget
En metaanalys kommer fram till att compassioninterventioner har låg effekt på ångest och psykologisk distress och måttlig effekt på välmående och depression.